# 總統公民獎章
總統公民獎章（英語：Presidential Citizens Medal），是美國第二高的平民獎，僅次於總統自由勳章，每年由美國總統頒發，獲獎人數不定。

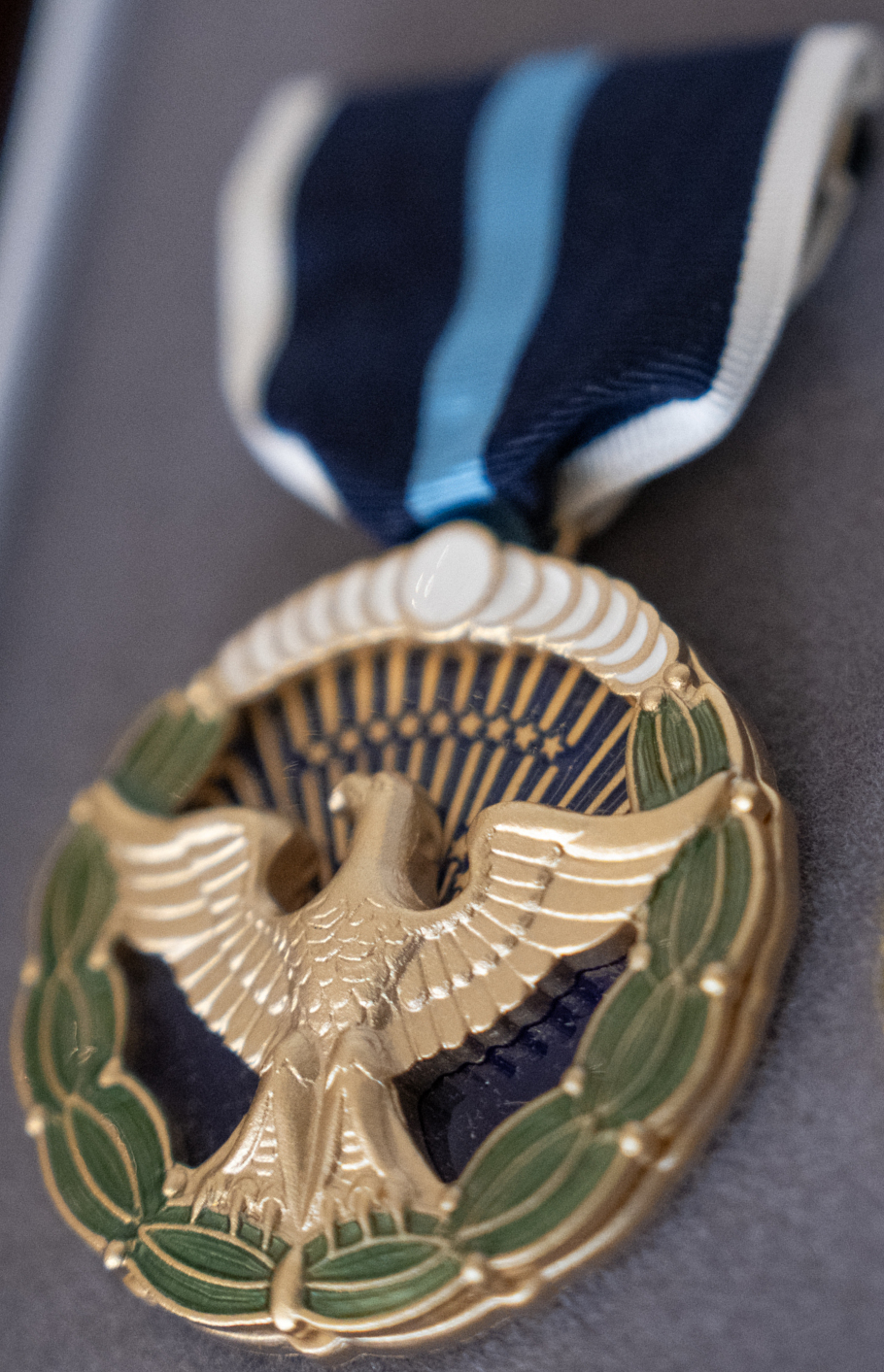
(2025)

總統公民獎章由美國總統尼克森於1969年11月13日設立，可授予任何“為國家或同胞執行模範事蹟或服務”的美國公民。獎章可以追授。

## 華人獲獎者
- 何大一（2001）
- 關惠群（2010）